# Resolución 341 del Consejo de Seguridad de las Naciones Unidas
La resolución 341 del Consejo de Seguridad de las Naciones Unidas, aprobada el 27 de octubre de 1973, después de recibir el informe del Secretario General sobre la implementación de la resolución 340, el Consejo decidió que una fuerza de mantenimiento de paz sería establecida con un período de seis meses y que continuaría si el Consejo así lo decidía.